# شركة تقاعد للإدخار والتقاعد
شركة تقاعد للإدخار والتقاعد هي شركة متخصصة في مجال الادخار والمعاشات ويقع مقرها في البحرين. تم ترخيص الشركة من قبل مصرف البحرين المركزي.

## التاريخ
انطلقت شركة تقاعد للإدخار والتقاعد في عام 2011 وتعتبر شركة متخصصة في منطقة الشرق الأوسط للادخار والمعاشات التقاعدية. تخدم الشركة المواطنين والمقيمين في الاستثمار والادخار في دول مجلس التعاون الخليجي خاصة والشرق الأوسط عامة. شركة تقاعد تقدم الاستثمار من خلال مديري الصناديق الرائدة بما في ذلك بلاك روك وجي بي مورغان وبي إن بي وديكسيا وروبيكو وفرانكلين تمبلتون وشرودرز.

## الملكية
شركة تقاعد مملوكة بنسبة 50% من قبل شركة مشاريع الكويت القابضة (كيبكو) وهي شركة مساهمة كويتية و50٪ من قبل بنك الخليج المتحد وهو عضو في مجموعة شركة مشاريع الكويت. مجموعة كيبكو هي واحدة من أكبر شركات الاستثمار القابضة في الشرق الأوسط وشمال أفريقيا مع أصول موحدة تبلغ 29 مليار دولار أمريكي في الربع الثالث من عام 2013. الشركة مرخصة باعتبارها شركة تجارية للاستثمار من الفئة الأولى من قبل مصرف البحرين المركزي وهي شركة مساهمة مقفلة.